# Marathon im Herbst
Marathon im Herbst (russisch Осенний марафон, deutscher Fernsehtitel: Herbstmarathon) ist eine sowjetische Tragikomödie von Georgi Danelija nach einem Drehbuch von Alexander Wolodin. Der Film kam 1979 in die Kinos.

## Inhalt
Andrej Busykin ist ein begabter Übersetzer eines Leningrader Verlags und Lektor auf der Leningrader Universität. Im Privatleben ist er zwischen seiner Frau Nina und seiner Geliebten Alla hin- und hergerissen. Alla liebt ihn und möchte, dass er seine Frau verlässt und mit ihr ein Kind bekommt. Andrej dagegen möchte es vermeiden, seine Frau zu verletzen, und versucht, es allen recht zu machen, während er sich bemüht, die äußere Normalität mit fadenscheinigen Begründungen aufrechtzuerhalten.
Nachdem Nina ihren Mann zur Rede stellt, versucht er, Alla zu verlassen, schafft es jedoch bei einem persönlichen Gespräch nicht. Andrejs Unvermögen, Farbe zu bekennen, wirkt sich in allen seinen menschlichen Beziehungen aus: zum Beispiel gegenüber seinem Gast, dem dänischen Professor Hansen, der mit ihm jeden Morgen joggen möchte. Auf der Arbeit wird Andrej von seiner Kollegin Warwara ausgenutzt, die eine mittelmäßige Übersetzerin ist und sich obendrein noch in sein Privatleben einmischt. Seinem Nachbarn Charitonow kann Andrej die Aufforderung nicht abschlagen, mit Hansen und ihm zusammen in der Küche Wodka zu trinken und danach in den Wald zum Pilzesammeln zu gehen. Weil er seine Arbeit zeitlich nicht schafft, leidet Andrejs Ansehen im Verlag. Alla wird Andrejs Unentschlossenheit zu viel, und sie verlässt ihn. Da Andrej nun denkt, dass er sich damit mit seiner Frau versöhnen kann, gibt er seinen beendeten Seitensprung zu. Aus Versehen erwähnt er die Ausnüchterungszelle, aus der er vorhin den betrunken Hansen abgeholt hatte. Nina hält es für eine abermalige unsinnige Lüge und verlässt ihn endgültig. Danach ruft Alla an, um zu erfahren, wie er sich entschieden hat. Beim Telefongespräch sagt Andrej ja zu ihr, doch währenddessen kommt seine Frau zurück, um zu fragen, ob seine Affäre wirklich beendet sei. Er sagt ja auch zu ihr, und somit wird der Teufelskreis neu entfacht. Als sich Andrej von Alla am Telefon mit der Tarnphrase „Um sieben Uhr am Lehrstuhl“ verabschiedet, erkennen beide Frauen, dass er sie weiterhin anlügt. Der Film endet mit dem Bild, in dem Andrej und Hansen zusammen im Morgengrauen joggen, Andrej hat dabei ein Hemd und eine Anzugshose an.

## Zitate
Der Film wurde Quelle für viele Zitate, die in den russischen Allgemeinsprachgebrauch übernommen wurden.
- Leningrad ist eine kleine Stadt. — Das sagt Werigin, der Verlagsredakteur, nachdem Busykin sich wundert, woher Werigin über seine Affäre mit Alla Bescheid weiß.
- Der Toastende trinkt aus. / Der Getoastete trinkt aus. — Wird von Charitonow in der Szene des Wodkatrinkens mit Hansen und Busykin in seiner Küche gesagt. Der zweite Satz wurde zum Titel des zweiten Biographiebands des Regisseurs Georgi Danelija[1] (2005).
- Gut sitzen wir! — Wird von Charitonow nach einer nachdenklichen Pause bei der Trinkszene mit Hansen und Busykin gesagt. Später wiederholt Hansen diesen Satz, als Busykin ihn von der Ausnüchterungszelle zu seinem Hotel bringt.

## Auszeichnungen
- Internationaler Filmfestival in San Sebastian (1979)
  - Goldene Schale
- Internationaler Filmfestival in Venedig (1979)
  - Bester Schauspieler (Jewgeni Leonow)
  - Jury-Preis FIPRESCI
- Grand-Prix beim Internationalen Filmkomödienfestival Shamruss (1980)

## Sonstiges
- Der westdeutsche Spiegel- und Stern-Reporter Norbert Kuchinke spielte den Reporter Bill Hansen. Ursprünglich wurde die Figur als Deutscher angelegt. Allerdings befürchtete man einen Konflikt beim Vertrieb des Films in der DDR. Deswegen wurde Kuchinkes Rolle zu einem Dänen umgeschrieben.[2]
- Deutscher Fernsehtitel: „Herbstmarathon“
- Bei der Freigabe durch Goskino befürchtete Regisseur Danelija, dass die beiden Jogger im letzten Filmbild in Richtung des Finnischen Meerbusens laufen und man es als „Flucht in den Westen“ interpretieren könnte. Goskino hatte jedoch nur verlangt, dass der Regisseur klar definiert, dass Busykin zu seiner Frau zurückkehrt. Danelija hatte stattdessen vorgeschlagen, den reuigen Blick Busykins zu verlängern. Obwohl er den Blick aus technischen Gründen so belassen musste, wie es war, waren die Direktoren des Goskino beim nächsten Screening zufrieden und meinten, die neue Variante sei erheblich besser.[1]

## DVD-Fassung
Von RUSCICO ist eine restaurierte Export-Fassung des Films auf DVD erhältlich. Diese enthält den russischen Originalton (als Dolby Digital 5.1-Upmix) sowie eine englische, französische und spanische Sprachfassung (als Voice-over). Die DVD enthält unter anderem auch deutsche Untertitel.